# Cmentarz żydowski w Osiecku
Cmentarz żydowski w Osiecku – kirkut społeczności żydowskiej niegdyś zamieszkującej Osieck. Nie wiadomo dokładnie kiedy powstał. Znajdował się na południowy zachód od miejscowości, w lesie, pomiędzy miejscowościami Sobienki i Górki. Jego wojenne losy i obecny stan zachowania nie są znane.